# Morir en el golfo
Morir en el golfo es una película mexicana de cine dramático de 1990 dirigida por Alejandro Pelayo y protagonizada por Enrique Rocha, Blanca Guerra, Alejandro Parodi, Carlos Cardán, Emilio Echevarría, Ana Ofelia Murguía y María Rojo. Está basada en la novela homónima del escritor y periodista Héctor Aguilar Camín.

## Argumento o sinopsis
Los Santana son un matrimonio conformado por Santana (Carlos Cardán), un político mediocre y su mujer, la ambiciosa Eleonora (Blanca Guerra). Ambos enfrentan al cacique Fito Uscanga (Alejandro Parodi) porque este se quiere adueñar de unas tierras con fines turísticos. Eleonora involucra a Raymundo (Enrique Rocha), un periodista que conoció cuando fue estudiante y ambos se relacionan. El cacique Uscanga los intenta convencer de que los crímenes que le achacan no fueron cometidos por él. Santana es electo presidente municipal y se adueña de grandes extensiones de tierra y usa materiales de mala calidad en la obra pública del pueblo, por lo que hay daños a la población que, enfurecida, protesta contra Santana. Los pistoleros de Uscanga le defienden disparando a los pobladores y estos en venganza la gente ahoga a Santana. Eleonora intenta vengarse del caciquer pero no lo logra y huye a Estados Unidos.

## Producción
Morir en el golfo fue rodada a partir del 27 de diciembre de 1990 en Villahermosa, Teapa, Tapijulapa, Tlacotalpan y la Ciudad de México, en las colonias Roma y Condesa así como en distintas locaciones del estado de Morelos. Fue estrenada el 8 de marzo de 1990 en los cines París Plus, Fernando Soler, Nacional, Géminis 1 y Dolores del Río. Las compañías productoras fueron Co. Tabasco Films, Sociedad Cooperativa de Producción Cinematográfica José Revueltas SCL y el Instituto Mexicano de Cinematografía. Fue estrenada en televisión en 1989 en Imevisión, pero fue criticado el hecho de que se hizo de manera censurada.

### Reparto
- Enrique Rocha - Raymundo
- Blanca Guerra - Leonora
- Alejandro Parodi - Uscanga
- Carlos Cardán - Santana
- Emilio Echevarría - Contacto
- Ana Ofelia Murguía - Chinta
- María Rojo - Conchita
- Víctor Carpintero - Cházaro
- José Luis Cruz - Apodaca
- Jesús Ángulo - Negro Amaro
- Ramiro Ramírez - Matías Cházaro
- Luis Manuel Pelayo - secretario de Turismo
- Martín Lasalle - Director del periódico
- Jesús Ramírez - Técnico
- Jorge Eduardo Ramíreza - Manolo
- Renee Beatriz Rodríguez - Mariana
- Ángel de la Peña - Custodio 1
- Uriel Chávez - Custodio 2

## Recepción
El guion de la película fue adaptado de la novela homónima de Héctor Aguilar Camín por el director y Víctor Hugo Rascón. Su título tentativo fue Muertes fértiles, aunque el escritor de la novela sugurió que se usara el título de la novela. Los medios de comunicación la calificaron como un filme de calidad y de crítica social, reflejando en sus reseñas que uno de los personajes principales, Uscanga, interpretado por Alejandro Parodi, era una alusión clara a Joaquín Hernández Galicia "La Quina", un líder sindical acusado de caciquismo. Pelayo negó dicha relación aunque comentó que "es más fácil que en México y en Latinoamérica encontremos a un cacique terrateniente que a un líder petrolero característico de una zona en particular". La película fue promocionada como "inspirada bajo la valiente novela de Héctor Aguilar Camín", en una época caracterizada por la censura gubernamental en contenidos incluidos los cinematográficos.
Fue exhibida como obra de apertura de la Semana de Cine Mexicano en Hong Kong de 1992.

## Premios
- Tres Diosas de Plata por Mejor Película, Guion y Dirección, 1990[8]
- Dos Premios Heraldo por Actriz (Blanca Guerra) y Actor (Enrique Rocha), 1991
- Premio a la Mejor Película en el Festival de Trieste, 1991[9]
- Tercer Premio Coral a la Mejor Actriz en el 11 Festival Internacional del Nuevo Cine Latinoamericano de La Habana, 1991
- Premio Catalina de Oro del Festival Internacional de Cine de Cartagena a la Mejor Actriz (Blanca Guerra), 1989[10]
- Premio de la Crítica de la Asociación de Cronistas de Espectáculos de Nueva York (ACE) en las categorías Actuación Femenina y Coactuación Masculina, 1990[11]